# Жуков Анатолій Петрович
Анатолій Петрович Жуков (рос. Анатолий Петрович Жуков; нар. 19 серпня 1943, Куйбишев, СРСР — пом. 22 жовтня 2004) — радянський футболіст, нападник. Майстер спорту.

## Життєпис
Розпочинав грати у 1953 році в клубній команді «Крила Рад». У 1961-1962 роках грав у чемпіонаті СРСР у класі «Б» за сизранський «Нафтовик». У 1963 році грав за дубль куйбишевських «Крил». З 1964 по 1968 рік провів 164 гри у Вищій лізі за основний склад «Крил Рад». У 1969-1970 роках зіграв у Вищій лізі 17 матчів за донецький «Шахтар». У 1970 році відіграв у Другій лізі 26 матчів за клуб «Азовець» (Жданов). У 1971 році зіграв у Вищій лізі 5 матчів за ташкентський «Пахтакор» і 35 матчів за ждановський клуб у Другій лізі. Закінчив кар'єру в 1972 році сезоном у Другій лізі за балаковський «Корд».
У 1980-х роках працював слюсарем на авіаційному заводі.

## Досягнення
- Кубок СРСР
  -  Фіналіст (1): 1964

- Найкращий бомбардир команди «Крила Рад»: 1965, 1966
- Виступав за юнацьку, молодіжну і олімпійську збірні СРСР